# Втрати 92-ї окремої штурмової бригади
У статті описано деталі загибелі бійців 92-ї окремої штурмової бригади.
| №   | Ім'я                                                          | Дата смерті         | Обставини |
| --- | ------------------------------------------------------------- | ------------------- | --- |
|     |                                                               | 2015                | |
| 1.  | старший лейтенант Галас Роман Євгенович                       | 8 серпня 2015       | смт Зайцеве |
| 2.  | солдат Мидловець Олександр Миколайович                        | 5 вересня 2015      | помер від поранень |
| 3.  | прапорщик Полозняк Юрій Анатолійович                          | 24 листопада 2015   | помер під час несення служби від атеросклеротичної хвороби серця |
| 4.  | солдат Галушко Олег Васильович                                | 28 листопада 2015   | загинув в районі села Райгородка (Новоайдарський район) |
| 5.  | солдат Тарасенко Володимир Олексійович                        | 26 грудня 2015      | Трьохізбенка |
|     |                                                               | 2016                | |
| 6.  | старший солдат Бондаренко Олег Григорович                     | 2 березня 2016      | бої за Станицю Луганську |
| 7.  | солдат Береза Володимир Степанович                            | 11 квітня 2016      | Трудове, Новоайдарський район |
| 8.  | сержант Яблуновський Сергій Михайлович                        | 23 травня 2016      | бої за Щастя |
| 9.  | молодший сержант Мельничук Олександр Степанович               | 16 червня 2016      | Нижньотепле |
| 10. | молодший сержант Алефіренко Сергій Олександрович              | 26 жовтня 2016      | бої за Мар'їнку |
| 11. | Костянтин В'ячеславович Гранов                                | 31 травня 2018      | помер від поранення в голову, несумісного з життям |
| 12. | Фоменко Дмитро Анатолійович                                   | 4 червня 2016       | помер під час несення служби |
| 13. | Філімонова Катерина                                           | 26 вересня 2016     | померла від опіків |
| 14. | солдат Шинковенко Артем Олександрович                         | 12 листопада 2016   | Красногорівка |
| 15. | старший солдат Носик Олексій Олександрович                    | 23 листопада 2016   | бої за Мар'їнку |
| 16. | сержант Лукаш Олександр Анатолійович                          | 1 грудня 2016       | бої за Мар'їнку |
| 17. | старший солдат Клименко Віктор Миколайович                    | 10 грудня 2016      | бої за Мар'їнку |
| 18. | старший солдат Лелякін Андрій Володимирович                   | 10 грудня 2016      | бої за Мар'їнку |
| 19. | солдат Шоломинський Володимир Васильович                      | 10 грудня 2016      | бої за Мар'їнку |
|     |                                                               | 2017                | |
| 20. | старший солдат Петріщев Сергій Миколайович                    | 2 січня 2017        | бої за Мар'їнку |
| 21. | старший солдат Пономаренко Сергій Олександрович               | 2 січня 2017        | бої за Мар'їнку |
| 22. | старший солдат Мурашко Валерій Михайлович                     | 7 лютого 2017       | Помер 7 лютого під час несення служби |
| 23. | солдат Ілюшко Ігор Михайлович                                 | 17 березня 2017     | бої за Мар'їнку |
| 24. | старший солдат Капралов Володимир Васильович                  | 31 березня 2017     | помер від поранень; бої за Мар'їнку |
| 25. | солдат Шапошник Ігор Андрійович                               | 28 квітня 2017      | Бої за Мар'їнку та Красногорівку |
| 26. | старший солдат Халазій Ігор Михайлович                        | 2 червня 2017       | Бої за Мар'їнку та Красногорівку |
| 27. | солдат Хрол Володимир Іванович                                | 20 червня 2017      | Курахове Мар'їнського району |
| 28. | солдат Гарбуз Олександр Григорович                            | 21 червня 2017      | помер від поранень |
| 30. | старший солдат Ісаєнко Максим Олесьович                       | 19 липня 2017       | Загинув 19 липня від кулі снайпера на спостережній позиції в районі Мар'їнки |
| 31. | солдат Гавря Олег Миколайович                                 | 20 липня 2017       | Загинув під час бойових дій на крайньому взводному опорному пункті |
| 32. | солдат Чорнобай Віктор Володимирович                          | 20 липня 2017       | Загинув під час бойових дій на крайньому взводному опорному пункті |
| 33. | старший солдат Сень Олександр Васильович                      | 20 липня 2017       | Загинув від вогнепального поранення під час бойових дій на крайньому взводному опорному пункті                                                                                    |
| 34. | солдат Сіренко Сергій Васильович                              | 29 липня 2017       | Загинув під час обстрілу опорного пункту бригади в районі міста Красногорівка |
| 35. | сержант Луговий Михайло Володимирович                         | 17 жовтня 2017      | Загинув у часі вогневого протистояння внаслідок обстрілу укріплень українських сил в районі міста Мар'їнка                                                                        |
| 36. | старший солдат Самофал Валерій Павлович                       | 24 жовтня 2017      | Загинув від кулі снайпера в районі міста Мар'їнка |
|     |                                                               | 2018                | |
| 37. | солдат Хованець Ігор Володимирович                            | 13 березня 2018     | пожежа на Широколанівському полігоні |
| 38. | майор Смірнов Андрій Валентинович                             | 27 березня 2018     | [ 16 ] |
| 39. | солдат Сергій Жук                                             | 14 червня 2018      | бій біля шахти «Бутівка» |
| 40. | старший солдат Руслан Баглик                                  | 25 червня 2018      | помер від поранень |
| 41. | молодший сержант Владислав Гусейнов                           | 28 червня 2018      | бої під Авдіївкою |
| 42. | капітан Ярош Ігор Юрійович                                    | 28 липня 2018       | Зелене Поле, Костянтинівський район |
| 43. | сержант Балог Федір Калманович                                | 4 серпня 2018       | бої під Авдіївкою |
| 44. | сержант Бондаренко Владислав Олексійович                      | 18 серпня 2018      | бої під Авдіївкою |
| 45. | солдат Бакланова Алєся Олександрівна                          | 10 жовтня 2018      | Шахта «Бутівка» |
| 46. | Молодший сержант Іванішко Олександр Сергійович                | 1 грудня 2018       | [ 19 ] |
|     |                                                               | 2019                | |
| 47. | Старший солдат Лісовол Дмитро Олександрович                   | 15 липня 2019       | [ 20 ] |
| 48. | Старший солдат Бурдейний Юрій Олегович                        | 10 вересня 2019     | бої під Авдіївкою |
| 49. | Солдат Сироватко Олексій Володимирович                        | 19 вересня 2019     | помер від важкої хвороби |
| 50. | Солдат Громович Юрій Володимирович                            | 15 жовтня 2019      | бої за Авдіївку |
| 51. | Старший солдат Бродніков Герман Миколайович                   | 7 листопада 2019    | бої за Авдіївку |
| 52. | Солдат Моторін Геннадій Анатолійович                          | 8 листопада 2019    | бої за Авдіївку |
|     |                                                               | 2020                | |
| 53. | Старший солдат Кучкін Олексій Вікторович                      | 15 січня 2020       | бої за Авдіївку |
|     |                                                               | 2021                | |
| 54. | Молодший сержант Дзюбенко Роман Васильович                    | 30 січня 2021 року  | Помер в 65 військовому госпіталі (м. Часів Яр), в результаті важкого кульового поранення голови, яке він отримав від кулі ворожого снайпера 26 січня поблизу с. Новоолександрівка |
| 55. | Молодший сержант Гелебрант Віктор Васильович                  | 5 квітня 2021 року  | Поранення голови внаслідок пострілу ворожого снайпера |
| 56. | Старший солдат Теперик Андрій Сергійович                      | 10 квітня 2021 року | Поранення тулуба внаслідок снайперського обстрілу. |
|     |                                                               | 2022                | |
| 57. | Громадський Олег В'ячеславович Полковник загинув              | 24 лютого 2022      | |
| 58. | Майор Адамовський Олег Олегович                               | 12 березня 2022     | Загинув прикриваючи побратимів. |
|     | Гарібян Цолак Гарнікович («Гарі»)                             | 27 квітня 2022      | Загинув в бою з окупантами за місто Харків |
| 59. | Громадський Олег В'ячеславович Полковник загинув              | 24 лютого 2022      | |
| 59. | Підполковник Савчин Юрій Павлович                             | 5 травня 2022       | |
|     | Фурін Володимир Вікторович                                    | 24 вересня 2022     | Загинув наслідок поранення несумісного з життям поблизу міста Куп’янськ Харківської області.                                                                                      |
|     | Зайдліч Максим Віталійович                                    | 10 жовтня 2022      | Загинув у бою біля м. Куп’янськ Харківської області. |
| 62. | Богдан Цибульський                                            | 3 листопада 2022    | загинув поблизу населеного пункту Андріївка Сватівського району Луганської області.                                                                                               |
|     |                                                               | 2023                | |
| 63  | Щоголев Іван Євгенович                                        | 25 березня 2023     | Загинув внаслідок обстрілу «Градами» на Луганщині, коли повертався зі спостережного пункту.                                                                                       |
| 64. | Примак Андрій Сергійович                                      | 28 квітня 2023      | біля Хромового Донецької області |
| 65. | старший солдат Лисенко Роман Анатолійович                     | 2 серпня 2023       | поблизу населеного пункту Кліщіївка, Бахмутського району Донецької області. |
| 59. | Підполковник Дайнеко Валерій Миколайович                      | 2 жовтня 2023       | |
| 59. | Старший лейтенант Ніколіца Денис Олегович                     | 4 жовтня 2023       | |
|     | Старший солдат Федоров Олексій Володимирович                  | 24 жовтня 2023      | Загинув під час бою біля населеного пункту Андріївка Донецької області. |
| 60. | Солдат Фещук Максим Васильович                                | 2 листопада 2023    | в районі села Андріївка Бахмутського району Донецької області |
|     |                                                               | 2024                | |
| 61. | Старший солдат Віталій Сокотнюк                               | 21 січня 2024       | біля населеного пункту Іванівське, Бахмутського району Донецької області |
| 66. | Сокотнюк Віталій Петрович                                     | 21 січня 2024       | поблизу населеного пункту Іванівське, Бахмутського району Донецької області |
| 67. | Максим Бритвенко                                              | 6 березня 2024      | [ 39 ] |
|     | Віталій Коротченко                                            | 15 березня 2024     | біля населеного пункту Іванівське Бахмутського району Донецької області |
| 68. | Мишковський Степан                                            | 1 травня 2024       | [ 41 ] |
|     | Балабуха Людмила                                              | 10 травня 2024      | Загинула від авіаудару |
|     |                                                               | 2025                | |
| 69. | старший солдат Віктор Кайдановський                           | 18 березня 2025     | на Харківщині |
|     | Роман Шатійов                                                 | 27 березня 2025     | Юнаківка Сумської області |
|     | Микола Костирко                                               | 5 травня 2025       | поблизу населеного пункту Великі Проходи на Харківщині |
|     | Ігор Притченко                                                | 10 травня 2025      | загинув за трагічних обставин |
|     | Андрій Деменко                                                | 28 травня 2025      | [ 47 ] |
|     | Руслан Григоренко                                             | 31 травня 2025      | Загинув на Куп'янському напрямку |
|     | Володимир Єрьомін, водій 2 самохідного артилерійського взводу | 1 червня 2025       | поблизу Слобожанського на Харківщині |